# Les Amants de Castille
Albums de Jeanne Mas
Je vous aime ainsi The Missing Flowers
Les Amants de Castille est le neuvième album studio de Jeanne Mas sorti en 2003.
C'est un album concept inspiré du Cid de Corneille. Deux singles en sont extraits : Chimène et Poussière de Castille.

## Titres
1. Cid story 1:26 *
2. Seuls (Jeanne Mas / Piero Calabrese) 3:09
3. Rodrigue as-tu du cœur (Jeanne Mas / Piero Calabrese) 4:21
4. Acte III scène 3 (Extrait du Cid de Pierre Corneille) 1:06
5. Poussière de Castille (Jeanne Mas / Piero Calabrese) 4:01
6. Chimène (Gérard Manset / René Joly) 3:53
7. Une vie ne suffit pas (Jeanne Mas / Philippe Gény) 4:12
8. L'Infante (Jeanne Mas / Philippe Gény) 2:28
9. La Nuit sans les dieux (Jeanne Mas / Piero Calabrese) 3:58
10. Comme avant (Jeanne Mas / Piero Calabrese - Philippe Gény) 3:44
11. Les Autres Filles (Jeanne Mas / Piero Calabrese) 3:58
12. Vivre à demie libre (Jeanne Mas / Philippe Gény) 3:54
13. Ma plus belle histoire (Jeanne Mas / Piero Calabrese) 1:45

(*Uniquement sur l'édition limitée de l'album)

## Crédits
Arrangements et réalisation : Piero Calabrese 

Programmations, clavier : Piero Calabrese 

Basse et stick : Marco Siniscalco 

Guitares acoustiques sur Chimène et Seuls : Daniele Bonaviri 

Guitares électriques sur Comme avant et guitares acoustiques sur La Nuit sans les Dieux : Franco Ventura 

Enregistrement : studio Il Biplano (Rome) 

Mixage : Gianluca Vaccaro - studio I Fenomeni (Rome) 

Assistants : Fabrizio Frezza et Andrea Secchi 

Mastering : Translab - Lionel Nicod (Paris)

## Singles
- Chimène - 2003
- Poussière de Castille - 2003